# Colwyn (Pensilvania)
Colwyn es un borough ubicado en el condado de Delaware en el estado estadounidense de Pensilvania. En el año 2000 tenía una población de 2,453 habitantes y una densidad poblacional de 3,706.7 personas por km².

## Geografía
Colwyn se encuentra ubicado en las coordenadas 39°54′47″N 75°15′12″O / 39.91306, -75.25333

## Demografía
Según la Oficina del Censo en 2000 los ingresos medios por hogar en la localidad eran de $33,150 y los ingresos medios por familia eran $39,861. Los hombres tenían unos ingresos medios de $33,125 frente a los $25,880 para las mujeres. La renta per cápita para la localidad era de $13,883. Alrededor del 16.6% de la población estaba por debajo del umbral de pobreza.